# Перебудова (фільм)
«Перебудова» («Азнавсозӣ») — радянський художній фільм 1990 року, знятий режисером Рустамом Шоазімовим.

## Сюжет
1990 рік… Початок Горбачовської перебудови і розвалу СРСР… Ахмедка і його Тостий друг, слідуючи духу часу, переїжджають у місто, щоб зайнятися бізнесом, але потрапляють до рук потужного організованого злочинного угруповання бабусь на чолі з деспотичною Фармонбібі. Запекла боротьба переростає у війну, яка здригає планету.

## У ролях
- Хаджибай Таджибаєв — Ахмедка
- Шаїра Гіясова — дружина Ахмедки
- Х. Хакімджанов — Товстун, друг Ахмедки
- Таджінісо Султанова — член банди
- М. Шаріпова — роль другого плану
- Муттабар Ібрагімова — Фармонбібі
- М. Нарінов — роль другого плану
- Х. Султанова — роль другого плану
- Гульфіда Гафурова — Мегера
- Н. Азізова — роль другого плану
- О. Акбарова — роль другого плану
- О. Отажонова — роль другого плану
- Т. Шукрихудоєв — роль другого плану
- С. Духан — роль другого плану
- Борис Гущин — роль другого плану
- А. Андрєєв — роль другого плану
- А. Хурсанов — роль другого плану
- Олег Маліков — роль другого плану
- Носірджон Саїдов — роль другого плану
- С. Салохіддінов — роль другого плану
- С. Комаров — роль другого плану
- Валерій Новосьолов — роль другого плану
- В. Сурков — роль другого плану
- С. Морозова — роль другого плану
- С. Васильєв — роль другого плану
- М. Петрова — роль другого плану
- С. Калмикова — роль другого плану
- А. Саматов — роль другого плану
- Л. Світлична — роль другого плану

## Знімальна група
- Режисер — Рустам Шоазімов
- Сценарист — Рустам Шоазімов
- Оператор — Окіл Хамідов
- Композитор — Парвіз Турабі
- Художник — Валерій Новосьолов